# HT Troplast
Die HT Troplast GmbH mit Sitz in Pirmasens ist eine Dachgesellschaft für die Profine-Unternehmensgruppe, einem führenden Hersteller von Kunststoff-Profilen für Fenster und Haustüren.

## Geschichte
Ursprünglich gehörte das Unternehmen zu der damaligen RAG-Tochtergesellschaft Rütgers (heute Rütgers Chemicals) und bündelte deren Kunststoffaktivitäten. Von 2004 bis 2007 gehörte der Konzern einem Konsortium, an dem die Private-Equity-Investoren Advent International und Carlyle Group beteiligt waren. Eigentümer der HT Troplast war von Mitte 2007 bis Frühjahr 2012 die Arcapita, ein Private-Equity-Investor mit Sitz in Bahrein, die ihre Anteile anschließend an die Frankfurter Private-Equity-Gesellschaft Hidden Peak Capital verkaufte.
Im Laufe der Zeit wurden mehrere Geschäftsbereiche abgespalten:
- Trosifol (seit 2004 zur japanischen Kuraray Co. Ltd)
- Trocellen, führender europäischer Hersteller von Polyolefin-Schäumen
- Dynos, größter Anbieter von Schleifscheibenträgern aus Vulkanfiber